# صوفيا مرلي
صوفيا مرلي (بالبولندية: Zofia Merle)‏ هي ممثلة بولندية، ولدت في 30 مارس 1938 في وارسو في بولندا. من الجوائز التي نالتها Meritorious Activist of Culture ‏.

## جوائز
- Meritorious Activist of Culture [الإنجليزية]‏

## وصلات خارجية
- صوفيا مرلي على موقع IMDb (الإنجليزية)
- صوفيا مرلي على موقع أول موفي (الإنجليزية)
- صوفيا مرلي على موقع قاعدة بيانات الأفلام السويدية (السويدية)
- صوفيا مرلي على موقع ديسكوغز (الإنجليزية)
- صوفيا مرلي على موقع قاعدة بيانات الفيلم (الإنجليزية)
- صوفيا مرلي على موقع كينوبويسك (الروسية)